# ريجنالد أبلبي
ريجنالد وودفيلد أبلبي (بالإنجليزية: Reginald Woodifield Appleby)‏ هو محامي إنجليزي حاصل على رتبة الإمبراطورية البريطانية من مواليد عام 1865 وتُوفي في 30 أغسطس 1948. مارس ريجنالد عمله في برمودا، وأسس في عام 1898 مكتب أبلبي للمحاماة. شغل منصب رائد في سلاح بنادق برمودا التطوعي خلال الحرب العالمية الأولى وكان عضوا في المجلس التشريعي لبرمودا.

## حياته المُبكرة وعائلته
وُلد ريجنالد أبلبي في جزيرة بورتسي بهامبشاير في إنجلترا في عام 1865 لجورج والتون أبلبي من دورهام وأغنيس ستيري تاكر من برمودا. وُصف والده في تعداد عام 1871 بأنه أرمل. كان لريجنالد ثلاثة أشقاء وأخت.
تُوفيت والدته في عام 1870 وتزوج والده مرة أخرى من دوروسيلا ماثيو التي عملت كخادمة للعائلة عندما كانت زوجته على قيد الحياة. أنجب جورج ودروسيلا عدة أشقاء لريجنالد.
تزوج ريجنالد أبلبي من إديث ماري جوسلينج وأنجبا برودنس توكر التي تزوجت في وقت لاحق من برودينس بيرمان. عاشت العائلة في ويستمورلاند ببيمبروك بارك في برمودا.

## حياته المهنية
اجتاز ريجنالد امتحاناته النهائية للقانون في إنجلترا في عام 1887. دخل ريجنالد في شراكة مع ريجنالد جراي، الذي أصبح لاحقاً السير ريجينالد غراي المدعي العام لبرمودا، من 1893 إلى 1897. وفي عام 1898 أسس شركة محاماة خاصة به. وبحلول عام 1903 كان قاضي سلام عندما عُيّن في المحكمة البحرية للتحقيق في حطام السفينة ماديانا. وفي عام 1938، قام هو وسير دادلي سبيرلينغ بدمج مكاتبهما للمحاماة لإنشاء مكتب أبلبي وسبيرلينغ للمحاماة. وبعد عام من وفاة أبلبي في عام 1948، اندمجت الشركة مع وليام كيمبي لتصبح أبلبي سبيرلينغ كيمبي أحد أسلاف الشركة التي تعمل الآن تحت اسم أبلبي، الشركة المسؤولة عن تسريبات أوراق الجنة في عام 2017.
خدم في سلاح بنادق برمودا التطوعي خلال الحرب العالمية الأولى، وهي وحدة مساعدة أُنشأت قبل الحرب. وفي عام 1916 حصل على وسام ضباط المتطوعين في ذلك الوقت، وكان يحمل رتبة رائد.
عُيّن في المجلس التشريعي لبرمودا في عام 1928 ووفقًا لصحيفة تايمز الأيرلندية، استشهد بالتقارير الواردة في جريدة رويال جريدة في برمودا ضد فكرة إدخال ضريبة الدخل في برمودا في اجتماع المجلس التشريعي في عام 1940، وانحازإلى أولئك الذين ينظرون إلى أن جمع الضريبة نوع من أنواع زيادة العبء على المواطنين.

## حياته في وقت لاحق
حصل ريجنالد على رتبة الإمبراطورية البريطانية في تكريمات عام 1947 للملك جورج السادس للخدمات العامة في برمودا. وتُوفي في 30 أغسطس 1948عن عمر يناهز 83 عامًا في مستشفى الأطباء في نيويورك، ودُفن في مقبرة بيمبروك في برمودا.

## روابط خارجية
- Appleby one-name study and DNA project.